# Ди Барруш, Энрике
Энрике Тейшейра ди Кейро́ш ди Барруш (порт. Henrique Teixeira de Queirós de Barros; 7 октября 1904, Коимбра, Португалия — 20 августа 2000) — португальский учёный и государственный деятель, председатель Учредительного собрания Португалии (1975—1976).

## Биография
Родился в семье писателя и педагога Жуана ди Барруша. Был внуком по отцовской линии 1-го виконта Маринья-Гранди.
Долгое время являлся профессором Высшего аграрного института Лиссабонского университета (1939—1947 и 1957—1974), который он окончил со степенью лиценциата и Технического университета Лиссабона. В конце 1930-х гг. участвовал в техническом проектировании земледельческой колонии Санто-Исидро-ди-Пегойнш (1937/38).
Многие годы находился в оппозиции к Новому государству Салазара, принимал активное участие в различных инициативах, организаций и движений против правящего авторитарного режима. Являлся членом левого полулегального «Движения за демократическое единство», а с 1974 г. — Социалистической партии.
В 1974 г. в качестве государственного министра вошел в первое демократическое правительство Португалии. Также являлся членом Государственного совета (1974—1975), председателем Национального совета по планированию.
В 1975—1976 гг. — председатель Учредительного собрания Португалии. На этом посту принял деятельное участие в принятии новой Конституции страны (1976).
В 1976—1977 гг. — заместитель премьер-министра Португалии.
В 1981 г. покинул ряды Социалистической партии и с 1985 г. стал сотрудничать с Партией демократического обновления.

## Награды и звания
Был награждён Большим крестом Военного ордена Христа (1978), Большим крестом ордена Свободы (1980) и Большим крестом ордена Инфанта дона Энрике (2016, посмертно).